# Air Minas

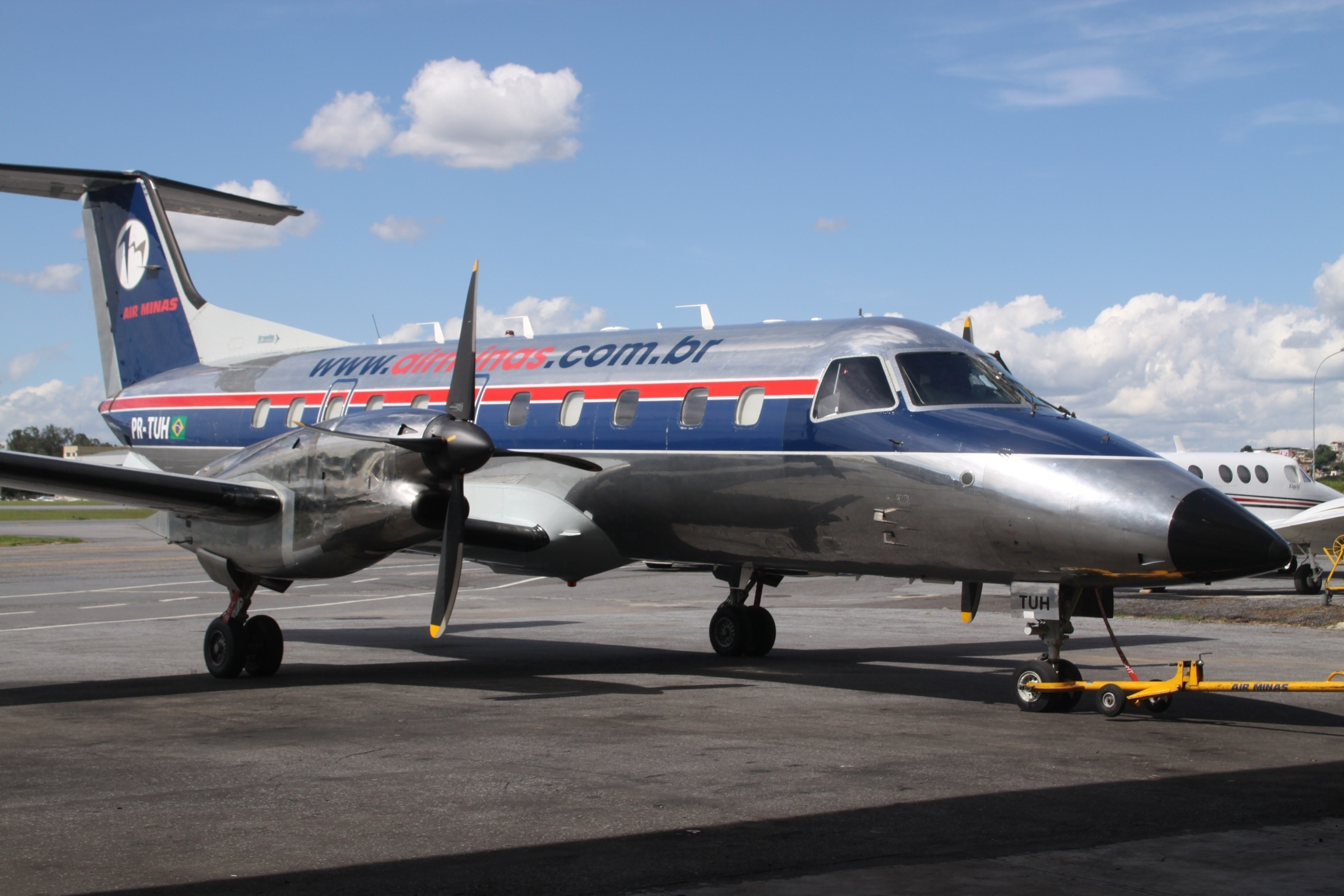
Embraer EMB 120 da Air Minas

A Air Minas foi uma empresa de aviação comercial brasileira cujas operações foram suspensas em 2010.